# Agaricaceae
Famille
Les Agaricaceae (Agaricacées) sont une famille de champignons basidiomycètes essentiellement à lames (certaines bases de données intègrent la famille des Lycoperdaceae sans lames) de l'ordre des Agaricales. 
Elle comprend une quarantaine de genres, dont certains sont très courants : Agaricus, Coprinus, Lepiota, Macrolepiota et Chlorophyllum.

## Liste des genres
Selon Catalogue of Life (29 octobre 2013) :
- genre Abstoma
- genre Acutocapillitium
- genre Agaricus
- genre Allopsalliota
- genre Arachnion
- genre Arachniopsis
- genre Araneosa
- genre Attamyces
- genre Barcheria
- genre Battarrea
- genre Battarreoides
- genre Bovista
- genre Bovistella
- genre Bovistina
- genre Calbovista
- genre Calvatia
- genre Calvatiella
- genre Calvatiopsis
- genre Catastoma
- genre Cauloglossum
- genre Chamaemyces
- genre Chlamydopus
- genre Chlorolepiota
- genre Chlorophyllum
- genre Clarkeinda
- genre Clavogaster
- genre Coccobotrys
- genre Coniolepiota
- genre Coprinus
- genre Crucibulum
- genre Crucispora
- genre Cyathia
- genre Cyathus
- genre Cystoderma
- genre Cystodermella
- genre Cystolepiota
- genre Disciseda
- genre Echinoderma
- genre Endolepiotula
- genre Endoptychum
- genre Eriocybe
- genre Floccularia
- genre Gasterellopsis
- genre Gastropila
- genre Glyptoderma
- genre Gymnogaster
- genre Gyrophragmium
- genre Handkea
- genre Heinemannomyces
- genre Hiatulopsis
- genre Holocotylon
- genre Hymenagaricus
- genre Hypoblema
- genre Hypogaea
- genre Janauaria
- genre Japonogaster
- genre Langermannia
- genre Lanopila
- genre Lepiota
- genre Leucoagaricus
- genre Leucocoprinus
- genre Lycogalopsis
- genre Lycoperdon
- genre Lycoperdopsis
- genre Macrolepiota
- genre Melanophyllum
- genre Metraria
- genre Metrodia
- genre Micropsalliota
- genre Montagnea
- genre Montagnites
- genre Morganella (fungus) (en)
- genre Morobia
- genre Mycenastrum
- genre Mycocalia
- genre Neosecotium
- genre Nidula
- genre Nidularia
- genre Notholepiota
- genre Panaeolopsis
- genre Phaeolepiota
- genre Phaeopholiota
- genre Phlebonema
- genre Phyllogaster
- genre Podaxis
- genre Polyplocium
- genre Psalliota
- genre Pseudoauricularia
- genre Queletia
- genre Ripartitella
- genre Rugosospora
- genre Schinzinia
- genre Schizostoma
- genre Schulzeria
- genre Secotium
- genre Sericeomyces
- genre Singerina
- genre Smithiogaster
- genre Smithiomyces
- genre Sphaerocybis
- genre Termiticola
- genre Tulostoma
- genre Tylostoma
- genre Vascellum
- genre Verrucospora
- genre Xanthagaricus
- genre Xerocoprinus
- genre Zerovaemyces

Selon NCBI (4 novembre 2020) :
- genre Abstoma G. Cunn., 1926
- genre Agaricus L., 1753
- genre Allopsalliota Nauta & Bas, 1999
- genre Anellaria P. Karst., 1879
- genre Attamyces Kreisel, 1972
- genre Barcheria T. Lebel, 2004
- genre Battarrea Pers., 1801
- genre Calbovista Morse ex M.T. Seidl, 1995
- genre Cercopemyces TJ Baroni, Kropp & VS Evenson, 2014
- genre Chamaemyces Battarra ex Earle, 1909
- genre Chlamydopus Speg., 1898
- genre Chlorolepiota Sathe & S.D. Deshp., 1979
- genre Chlorophyllum Massee, 1898
- genre Clarkeinda Kuntze, 1891
- genre Clavogaster Henn., 1896
- genre Coniolepiota Vellinga, 2011
- genre Coprinus Pers., 1797
- genre Cystoagaricus Singer, 1947
- genre Cystoderma Fayod, 1889
- genre Cystolepiota Singer, 1952
- genre Echinoderma (Locq. ex Bon) Bon, 1991
- genre Endoptychum Czern., 1845
- genre Eriocybe Vellinga, 2011
- genre Gymnogaster J.W. Cribb, 1956
- genre Heinemannomyces Watling, 1999
- genre Hymenagaricus Heinem., 1981
- genre Lacrymaria
- genre Lepiota (Pers.) Gray, 1821
- genre Leucoagaricus Locq. ex Singer, 1948
- genre Leucocoprinus Pat., 1888
- genre Leucopholiota (Romagn.) O.K. Mill., T.J. Volk & Bessette, 1996
- genre Longula Zeller, 1945
- genre Macrolepiota Singer, 1948
- genre Melanophyllum Velen., 1921
- genre Micropsalliota Höhn., 1914
- genre Montagnea Fr., 1836
- genre Notholepiota E. Horak, 1971
- genre Panaeolopsis Singer, 1969
- genre Pseudolepiota Z.W. Ge, 2017
- genre Ripartitella Singer, 1947
- genre Schizostoma Ehrenb. ex Lév., 1846
- genre Secotium Kunze, 1840
- genre Smithiomyces Singer, 1944
- genre Termiticola E. Horak, 1979
- genre Tulostoma Pers., 1794
- genre Verrucospora
- genre Volvolepiota
- genre Xanthagaricus (Heinem.) Little Flower, Hosag. & T.K. Abraham, 1997

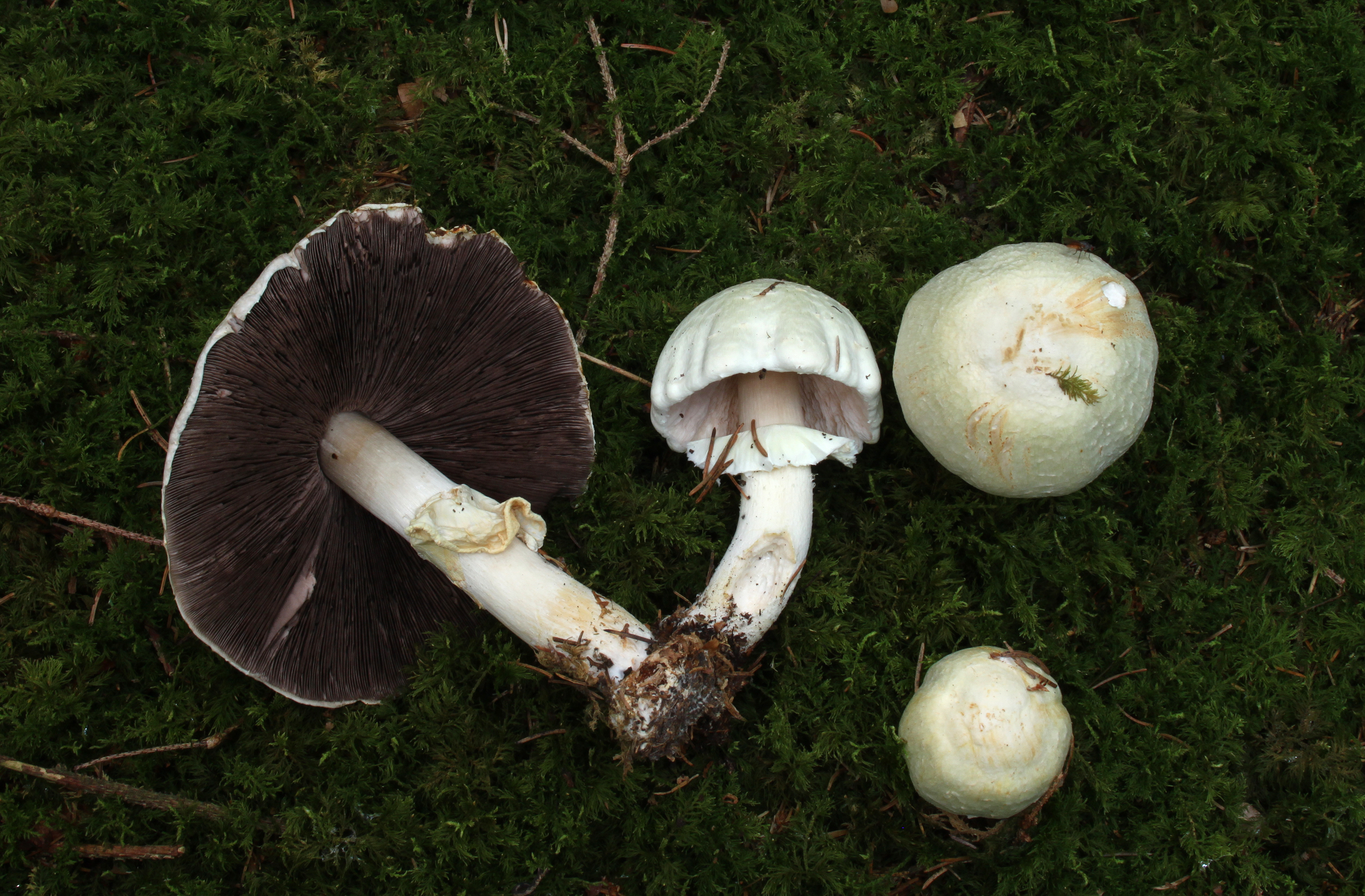
Agaricus silvicola
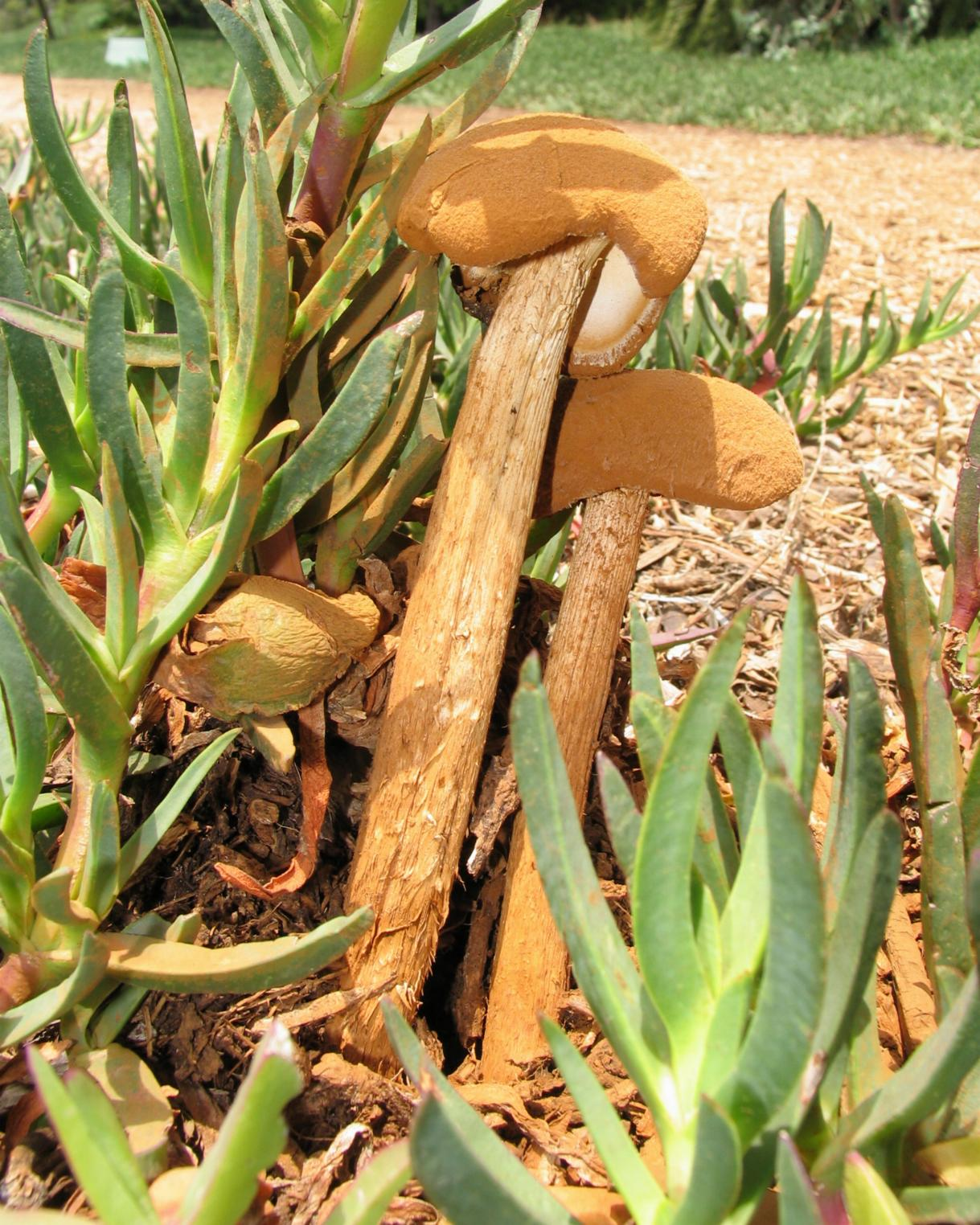
Battarrea phalloides
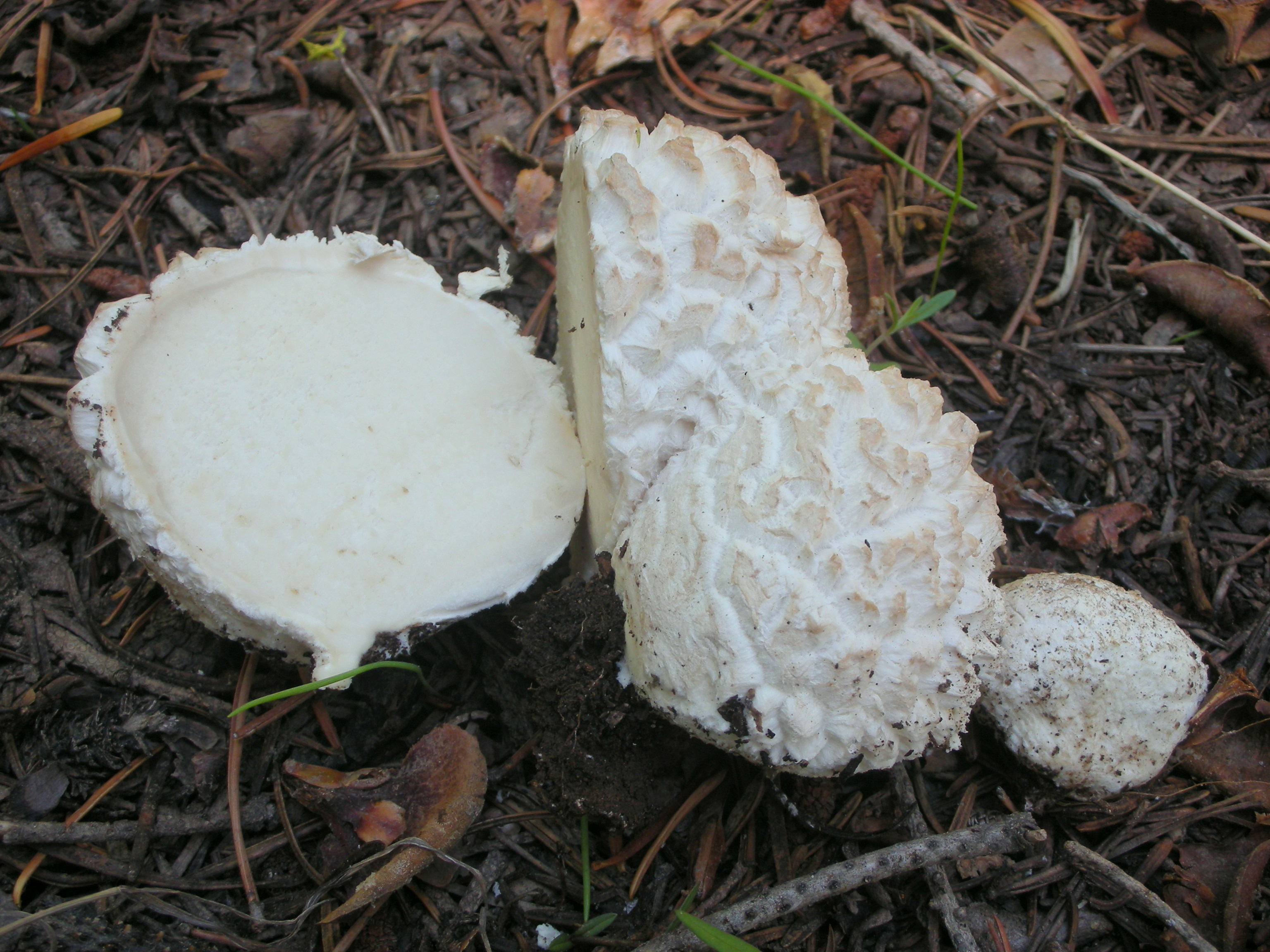
Calbovista subsculpta
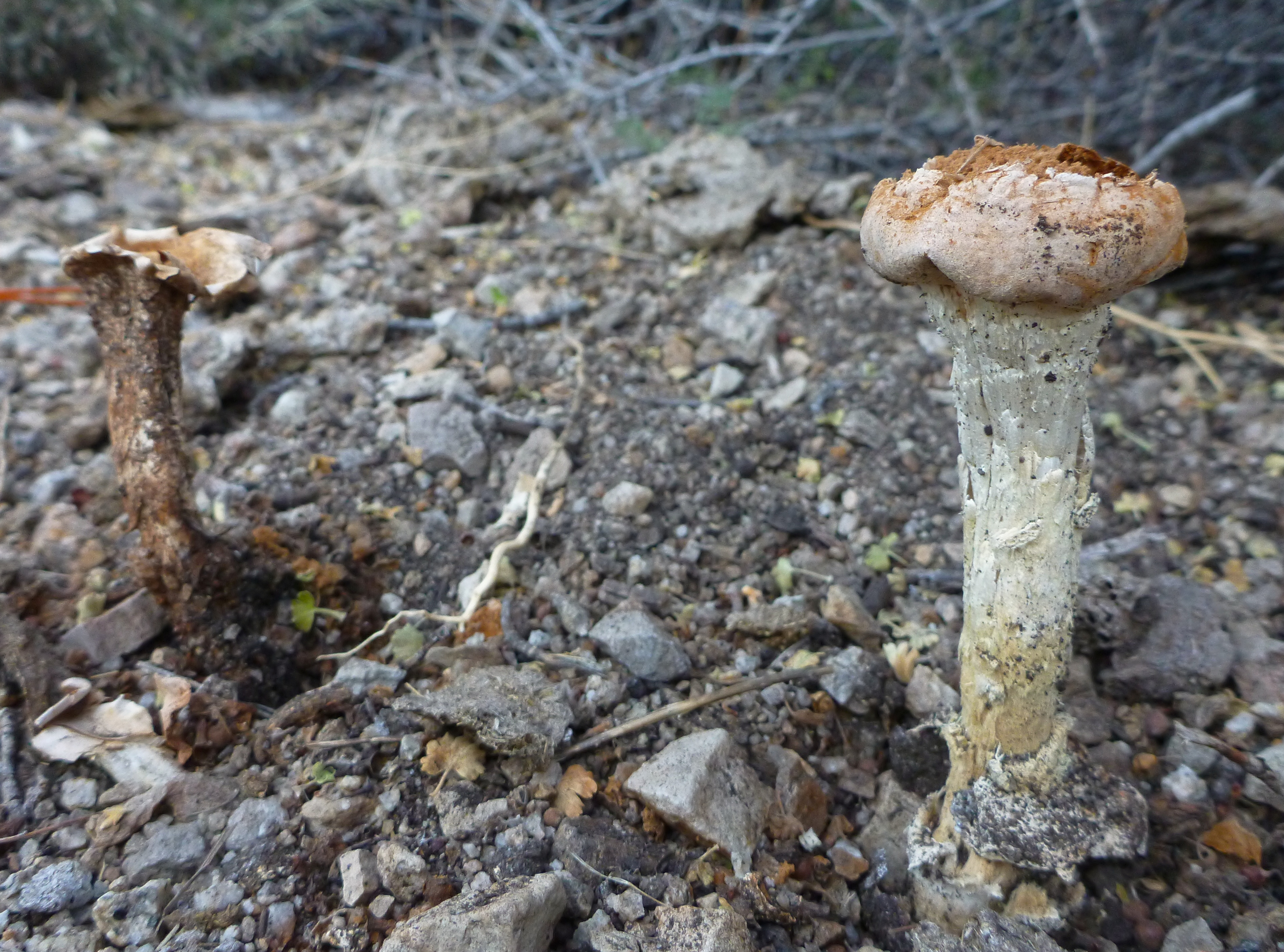
Chlamydopus meyenianus
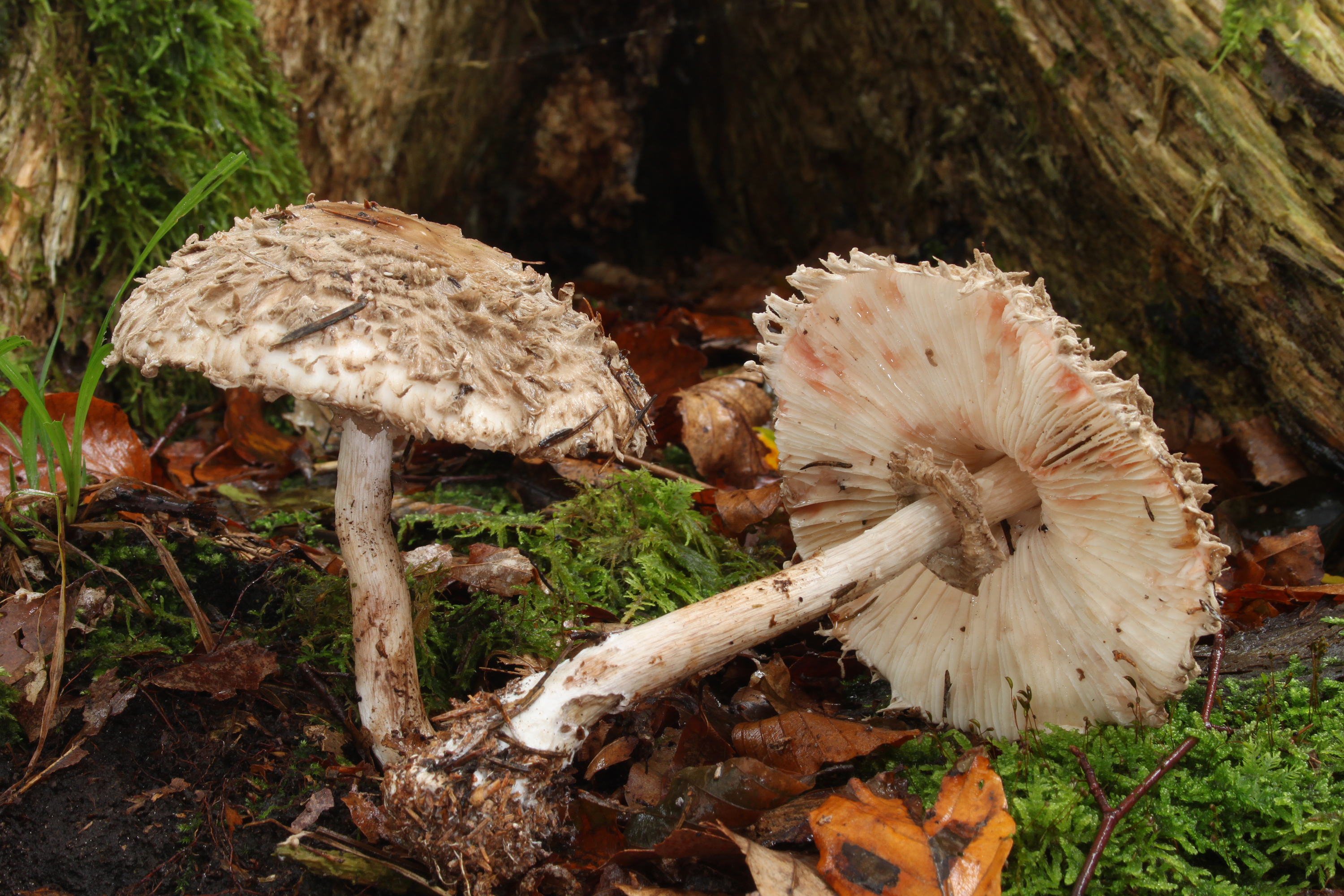
Chlorophyllum rhacodes
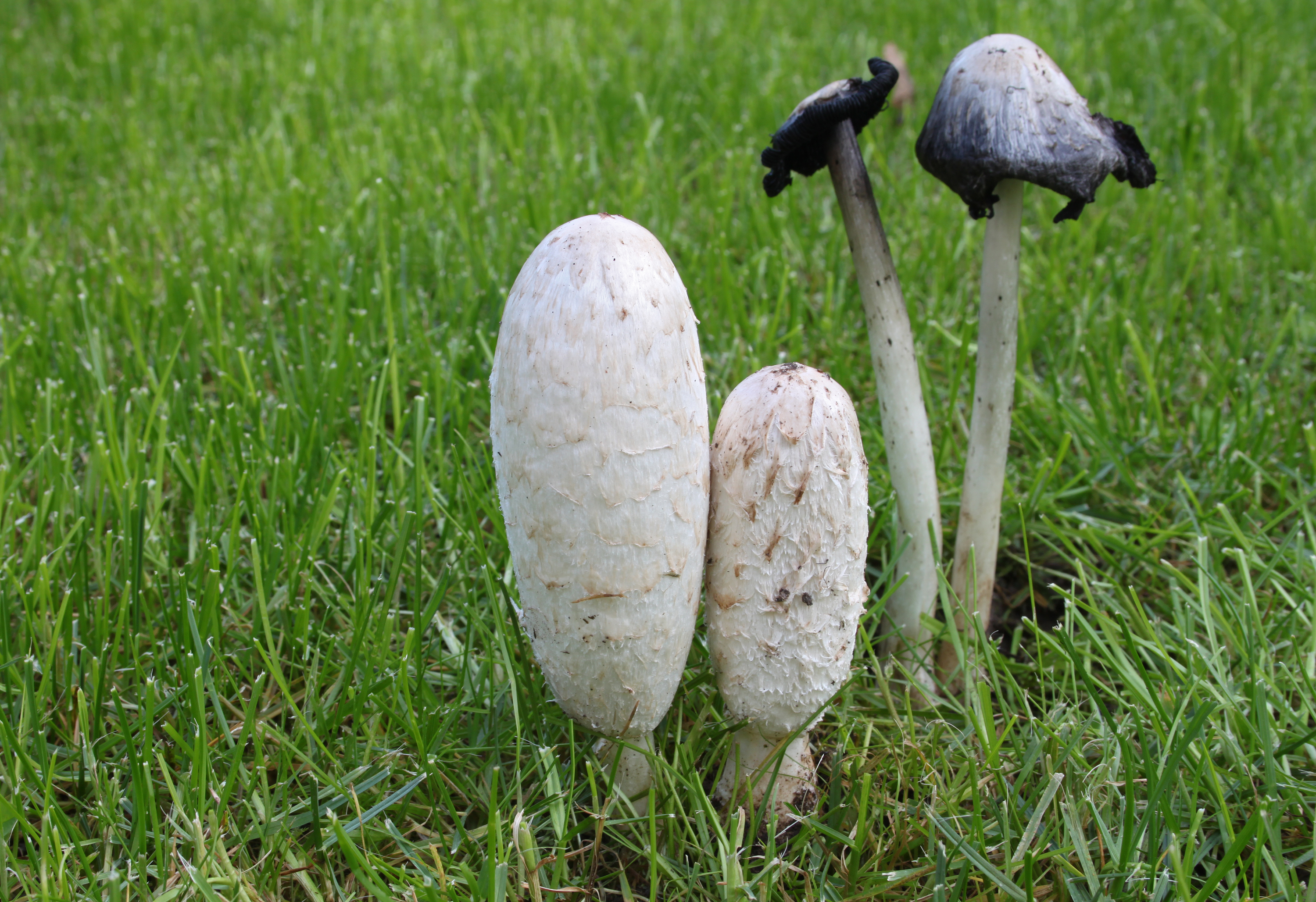
Coprinus comatus
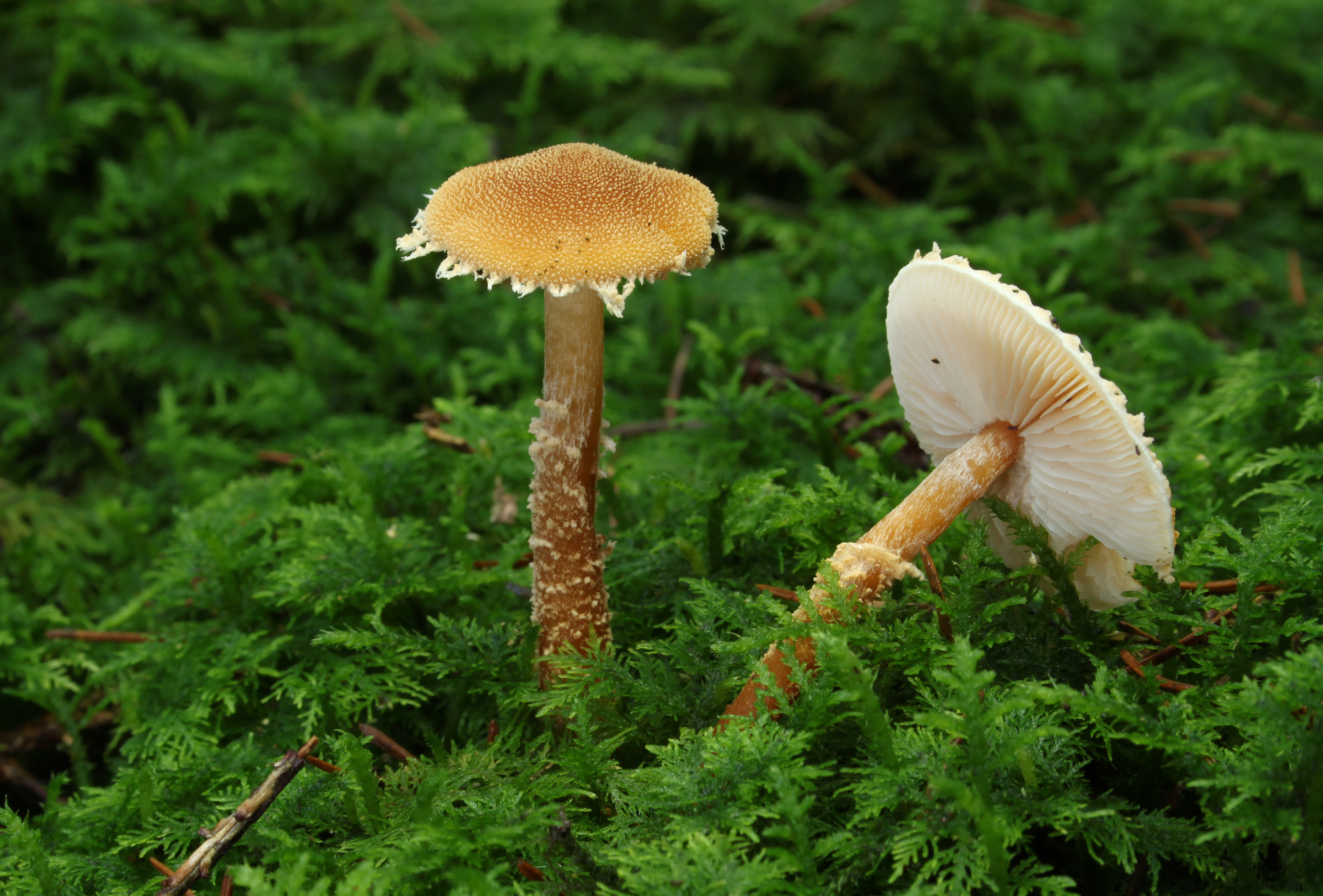
Cystoderma amianthinum
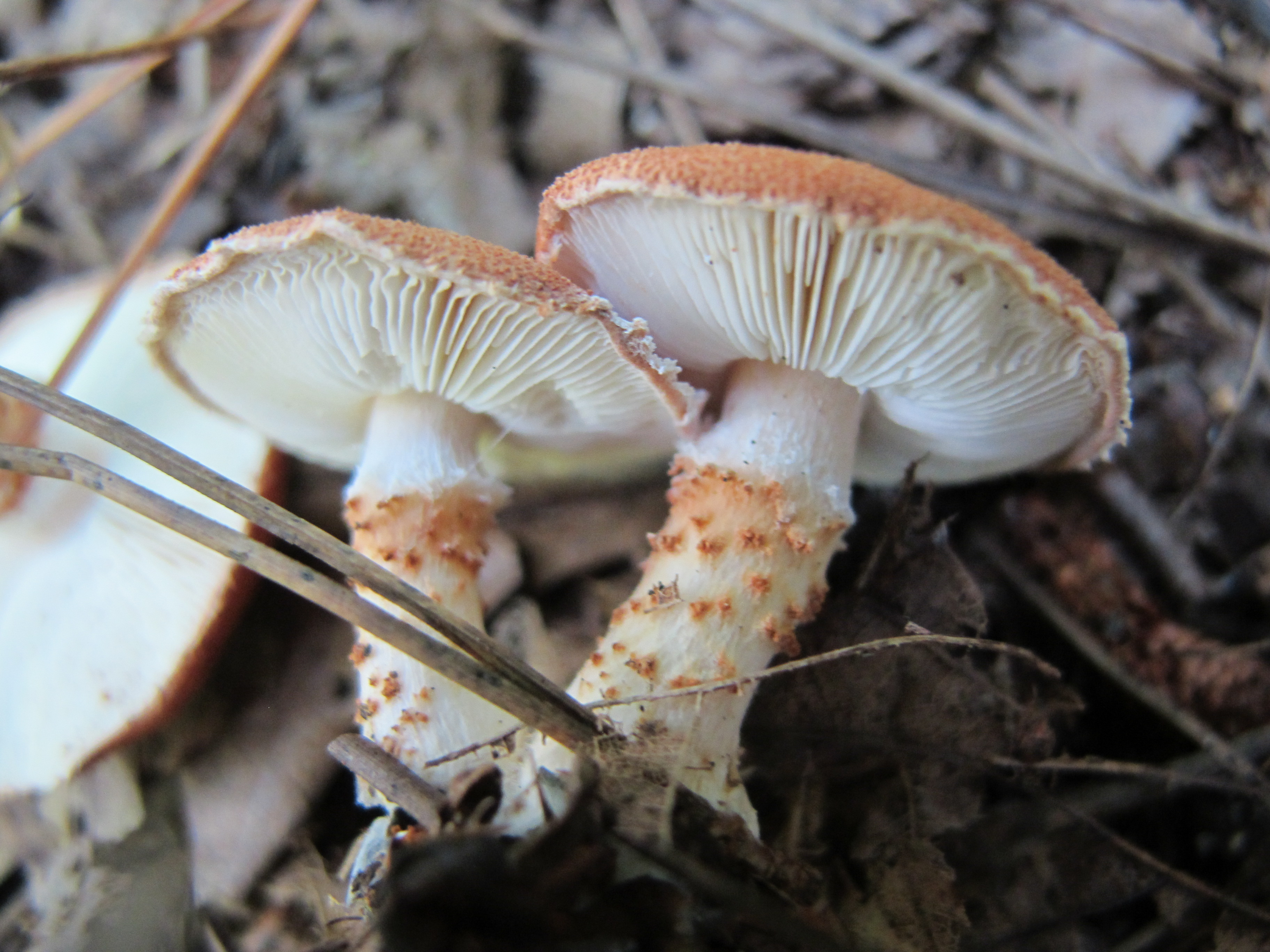
Cystodermella cinnabarina
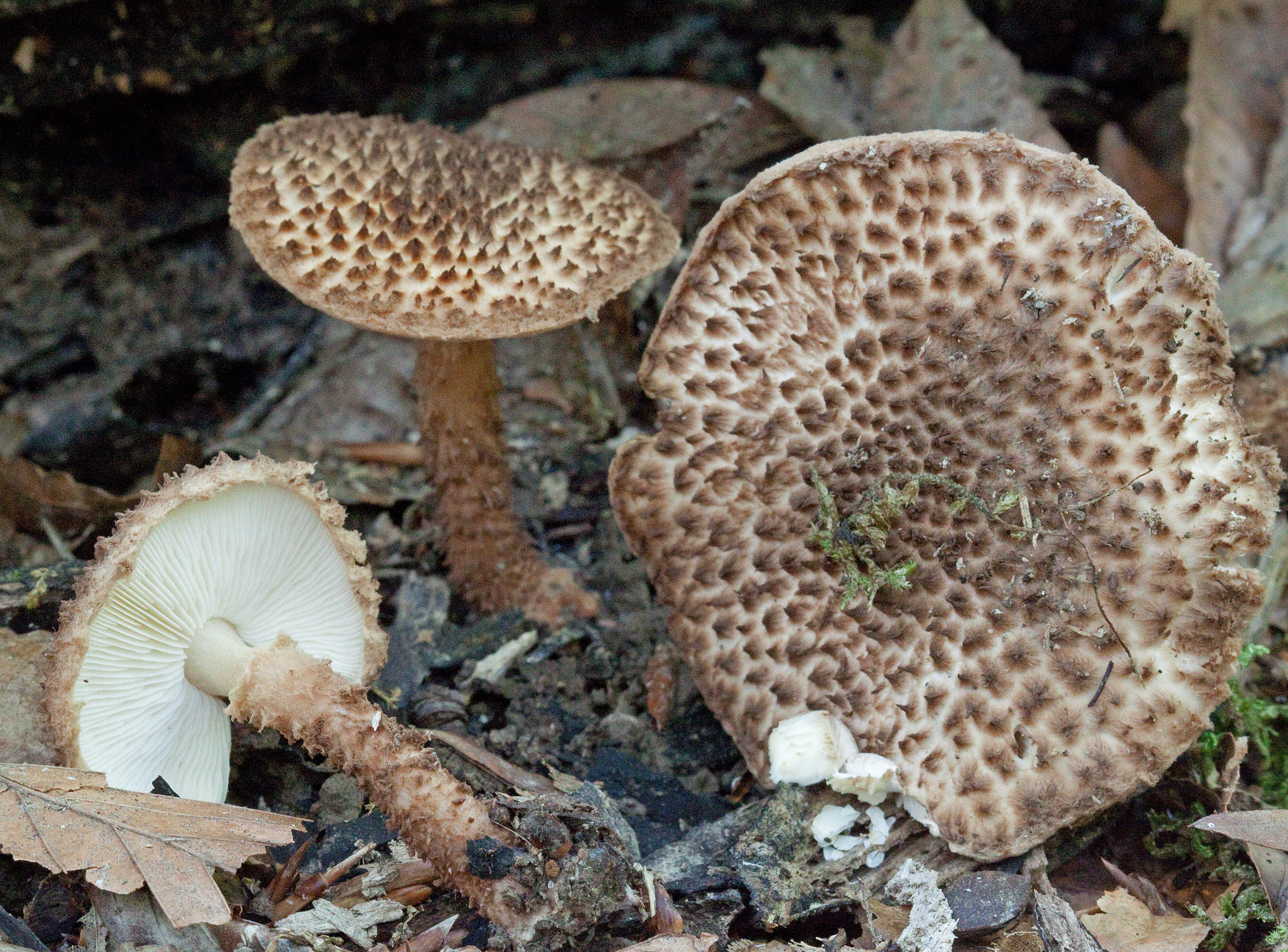
Cystolepiota eriophora
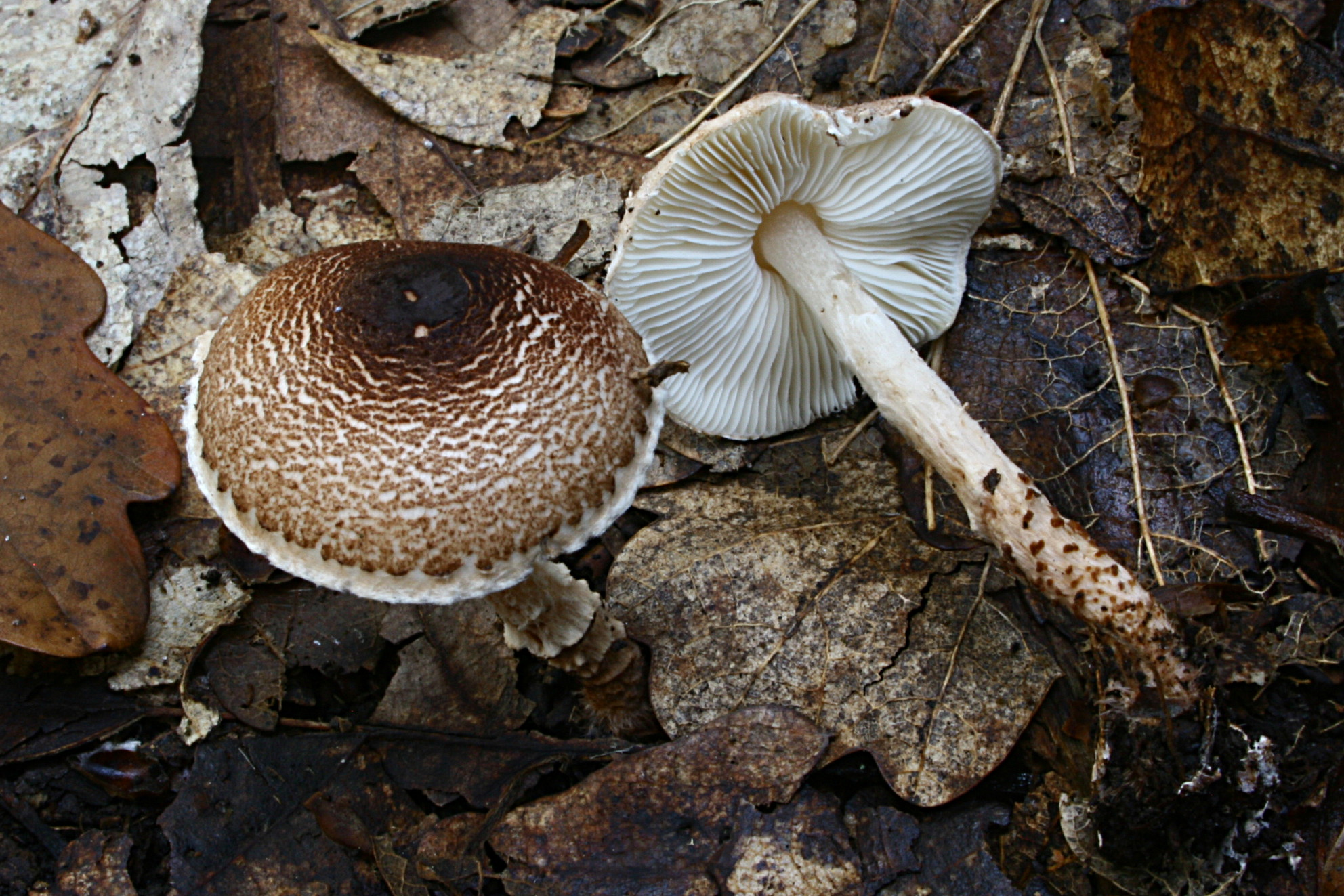
Echinoderma jacobi
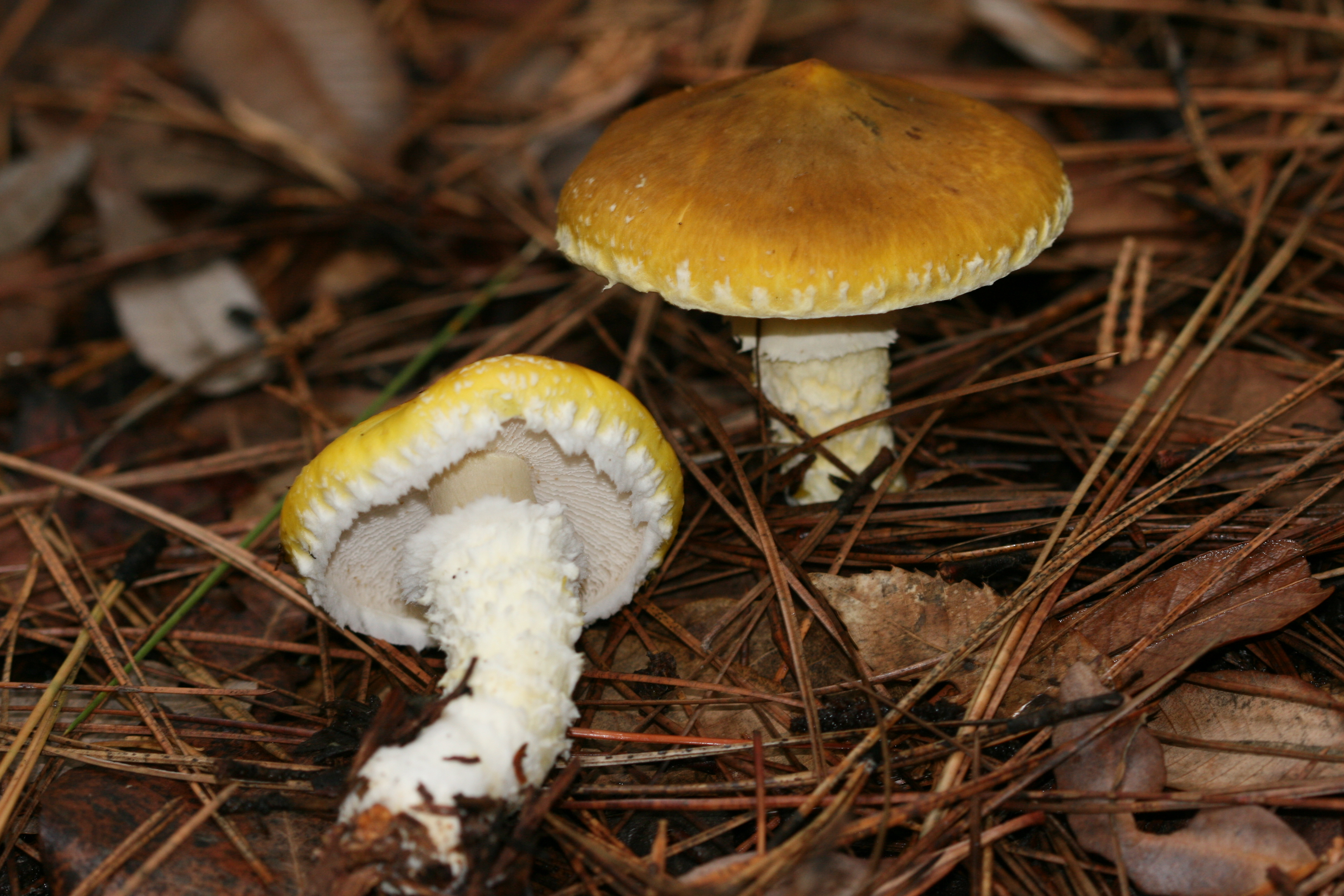
Floccularia albolanaripes
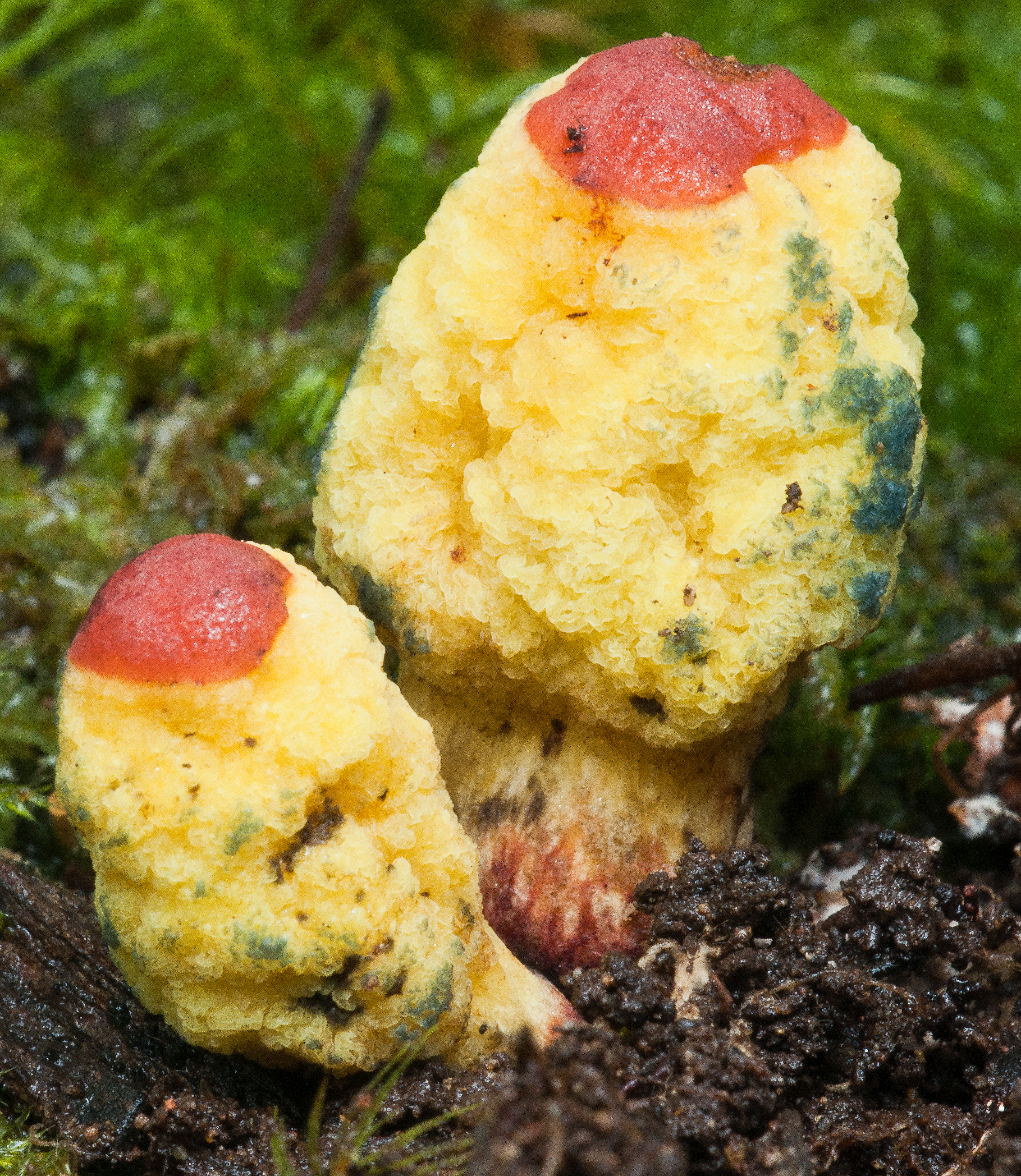
Gymnogaster boletoides
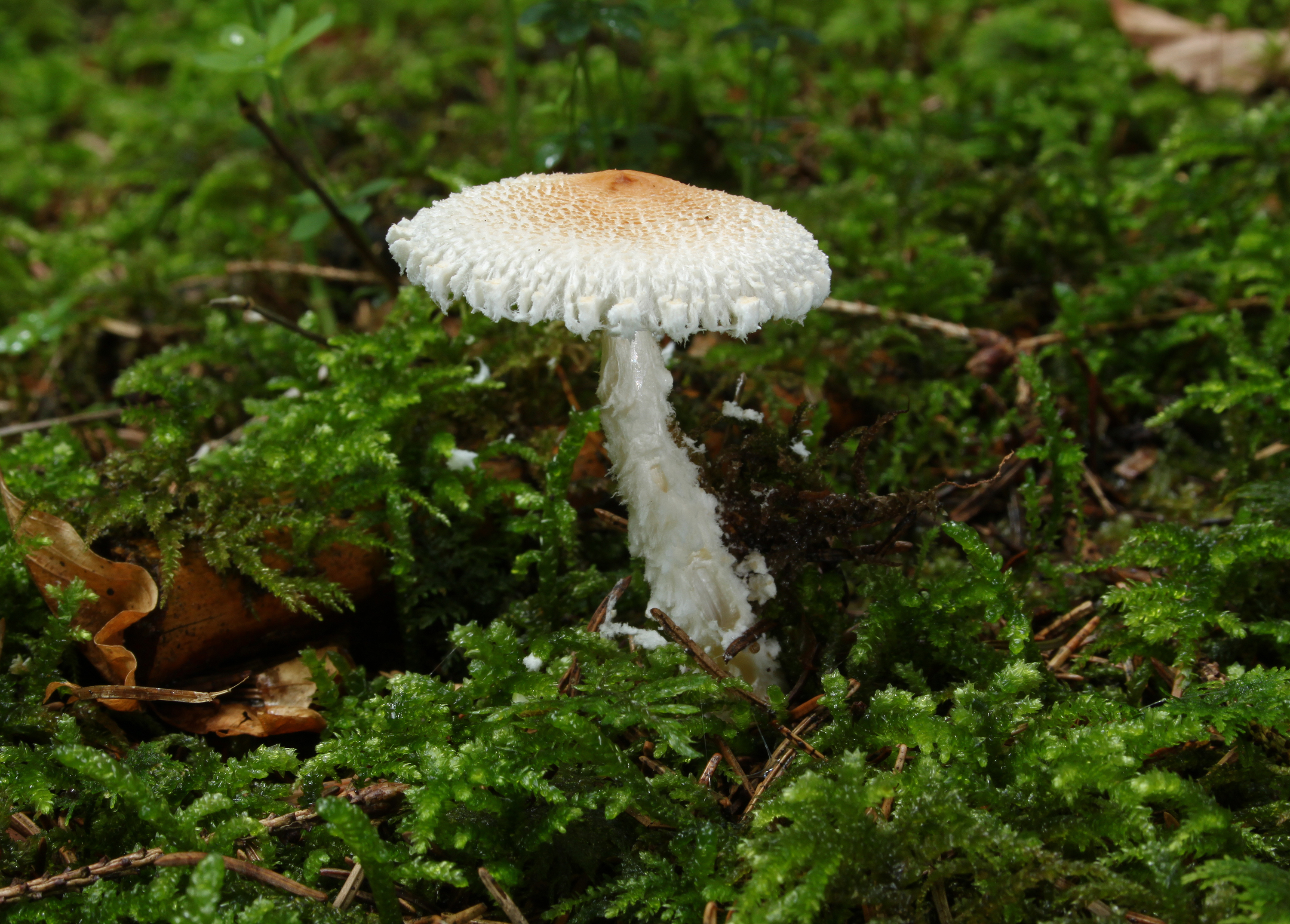
Lepiota clypeolaria
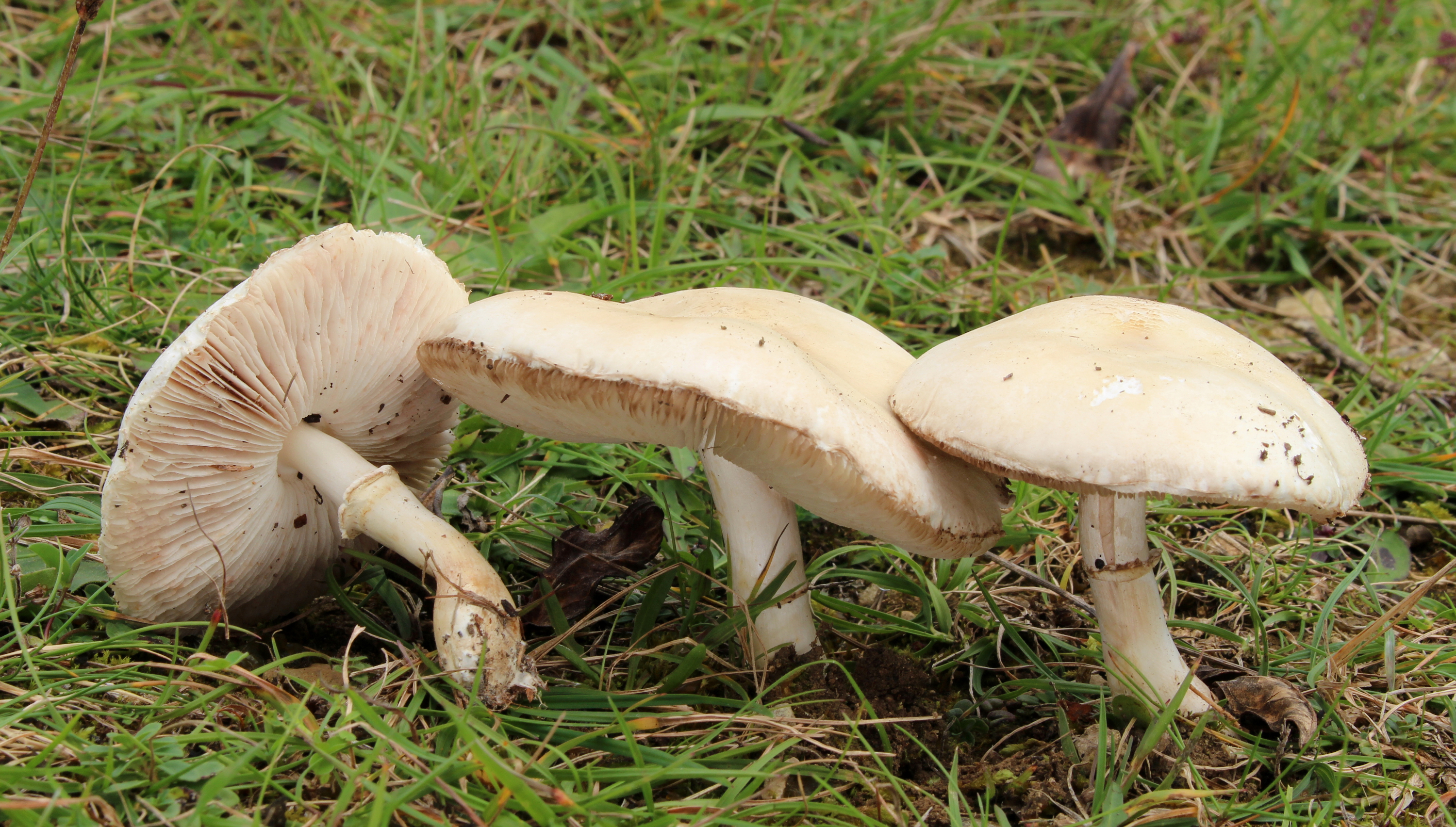
Leucoagaricus leucothites
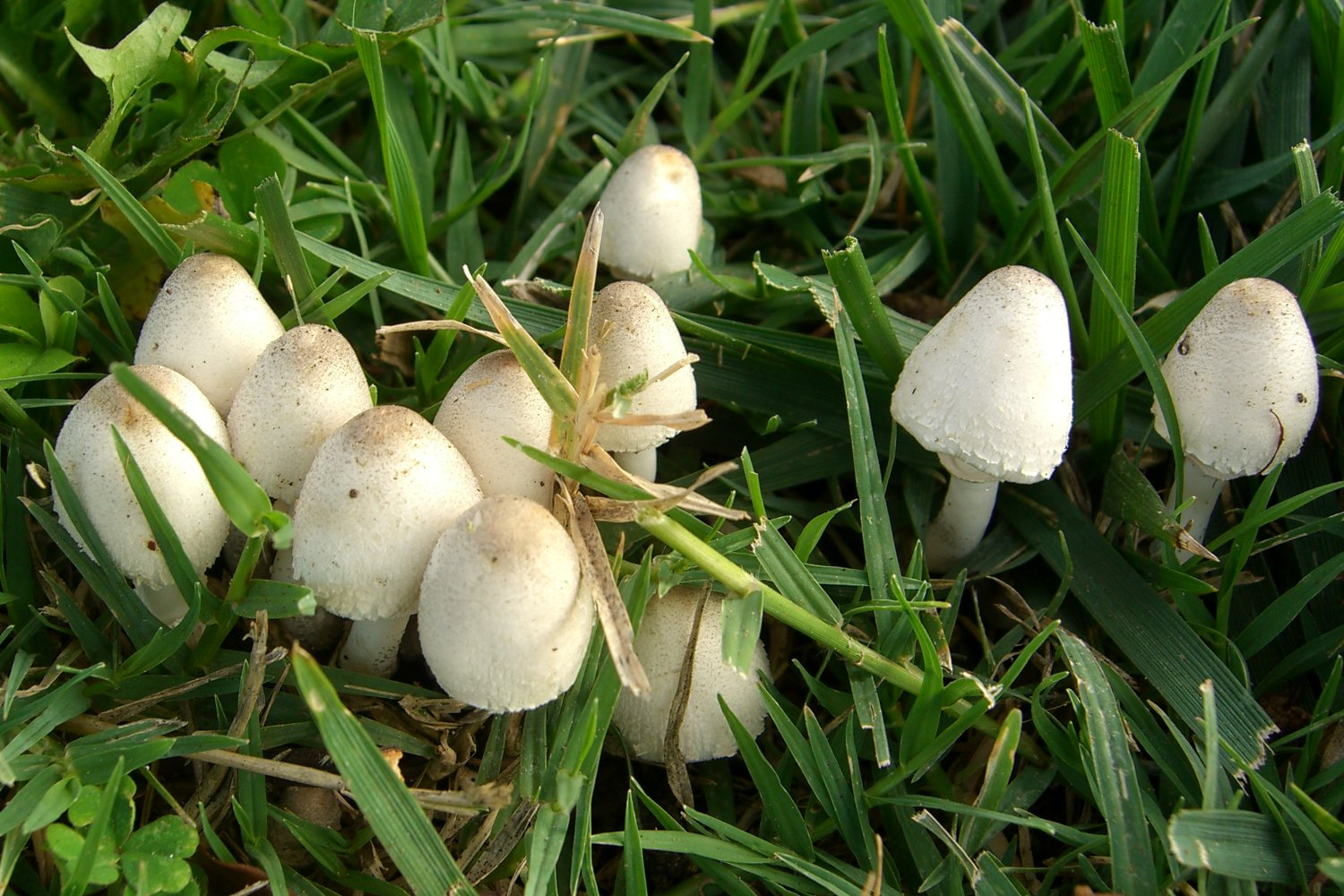
Leucocoprinus cepaestipes
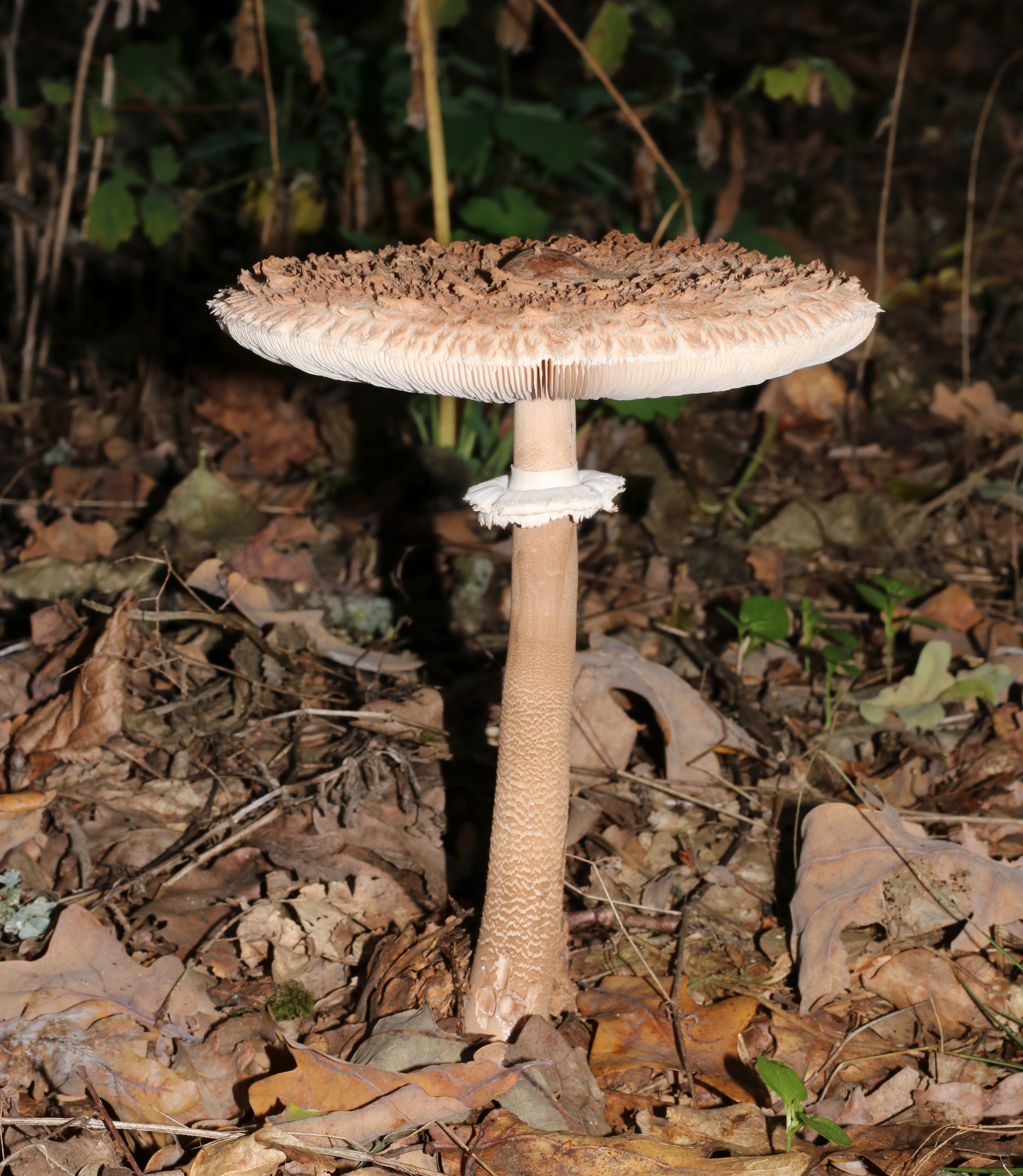
Macrolepiota procera
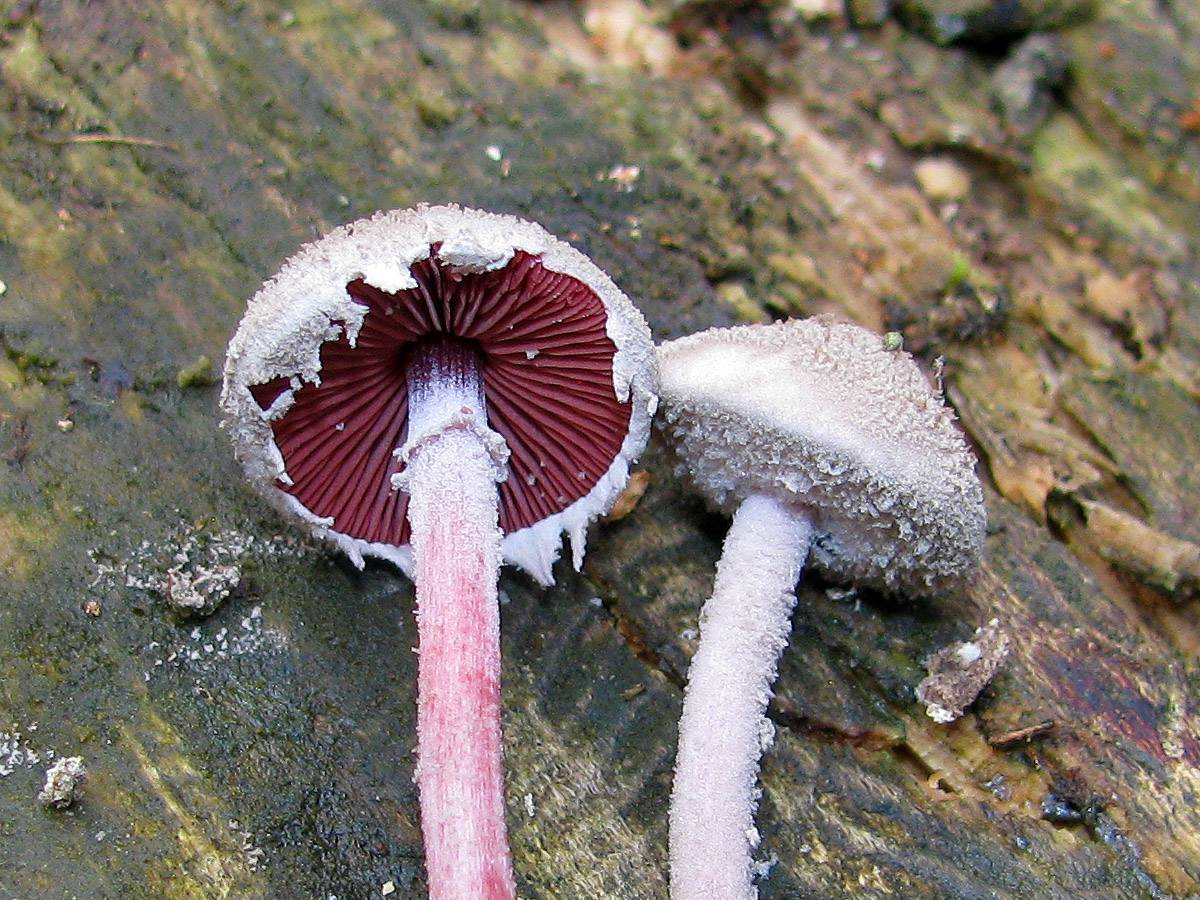
Melanophyllum haematospermum
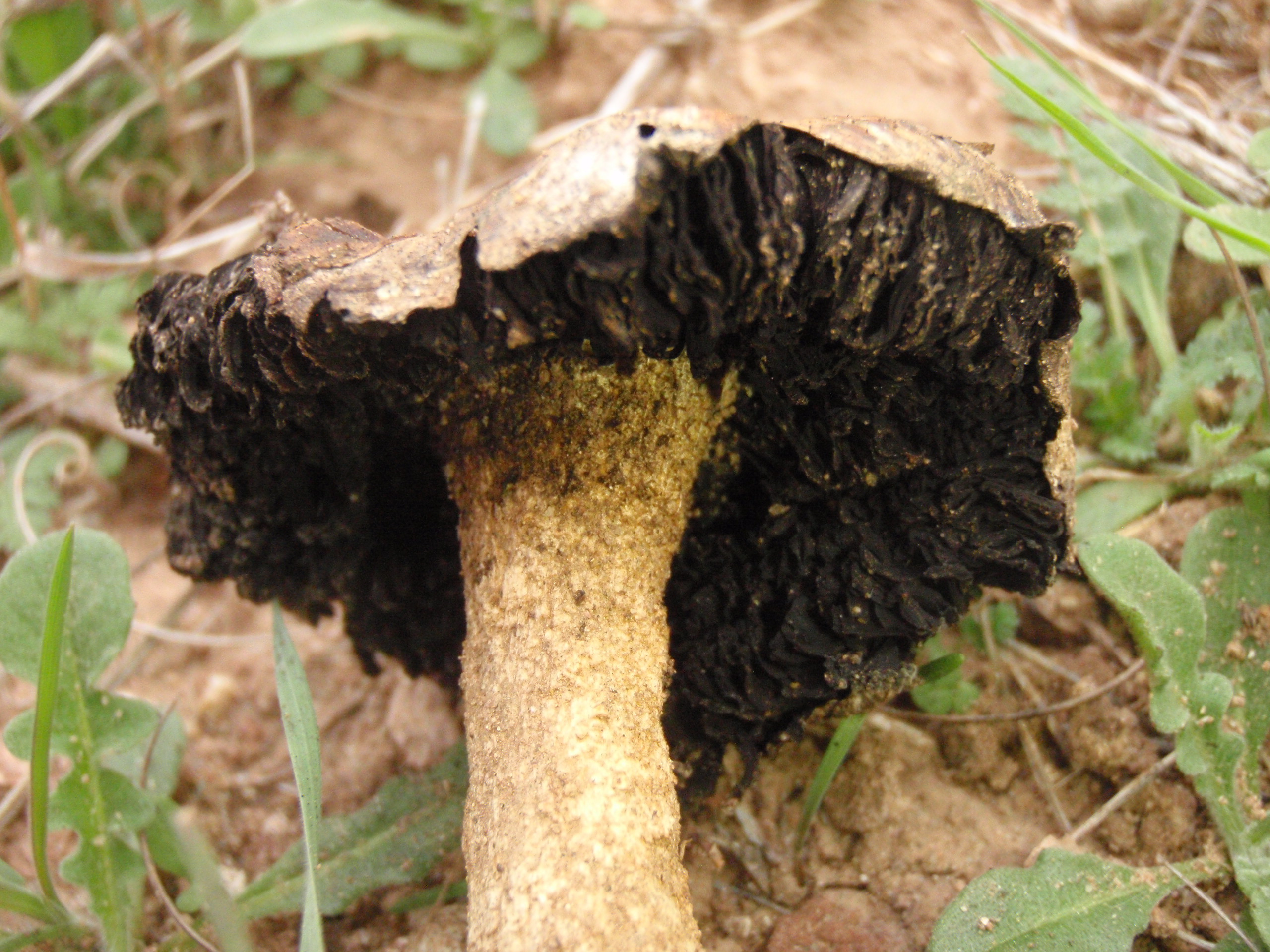
Montagnea arenaria
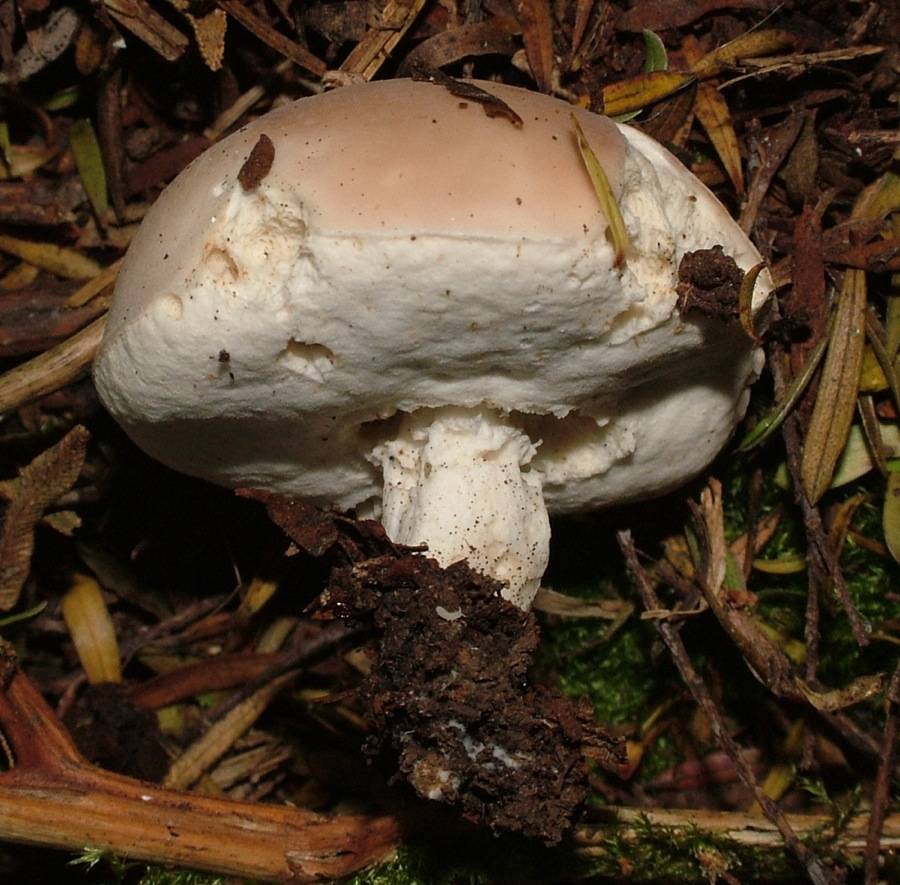
Notholepiota areolata
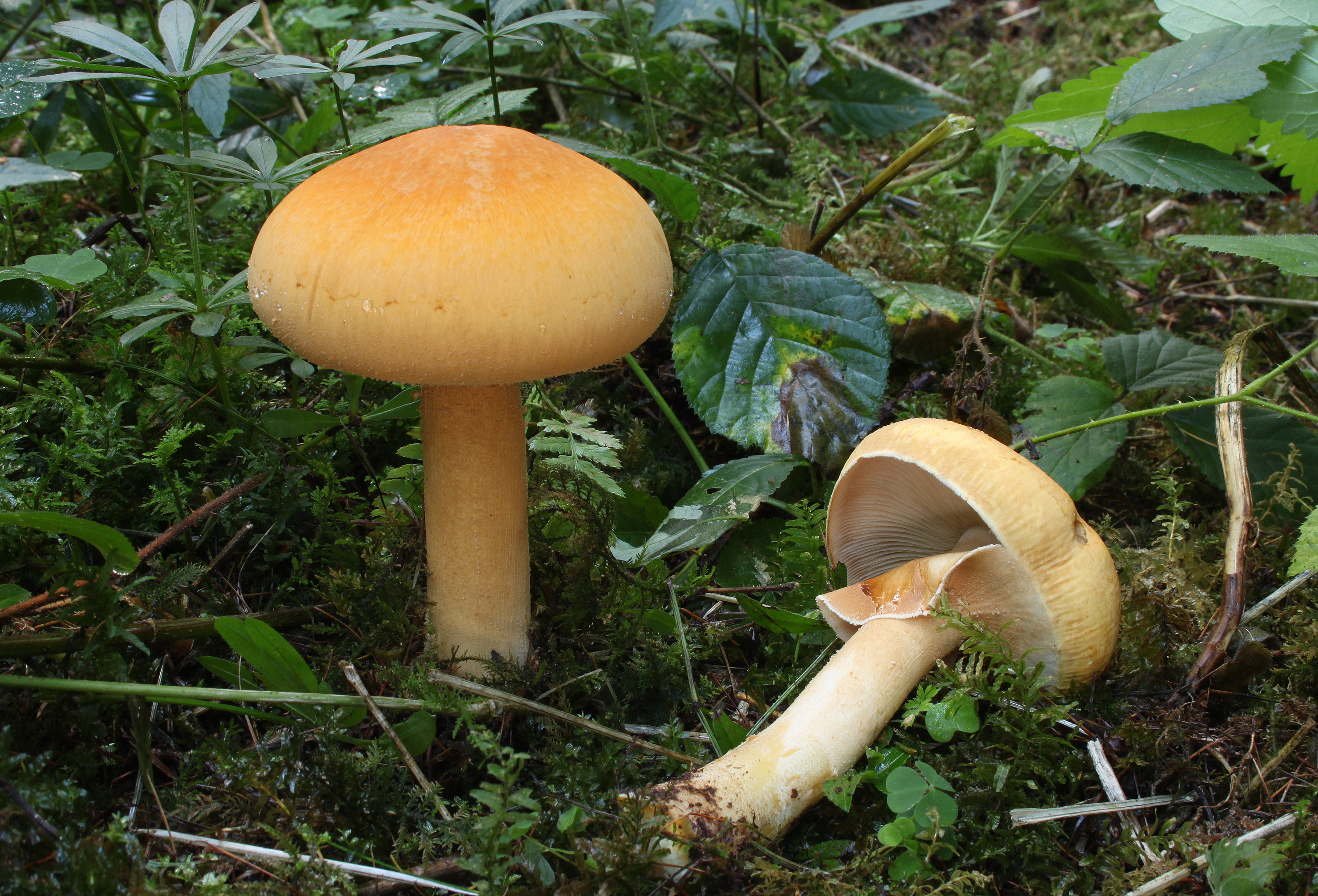
Phaeolepiota aurea
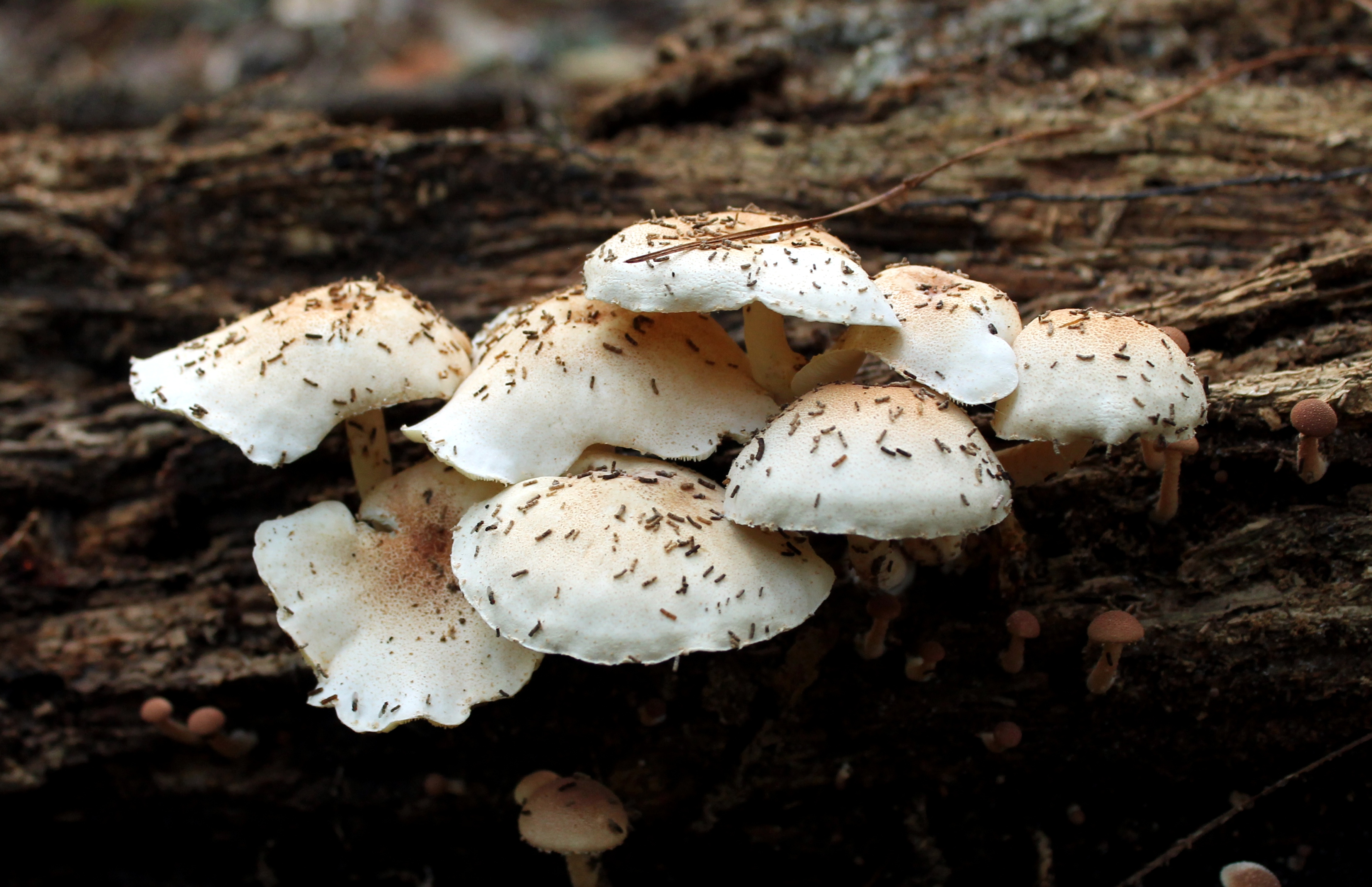
Ripartitella brasiliensis
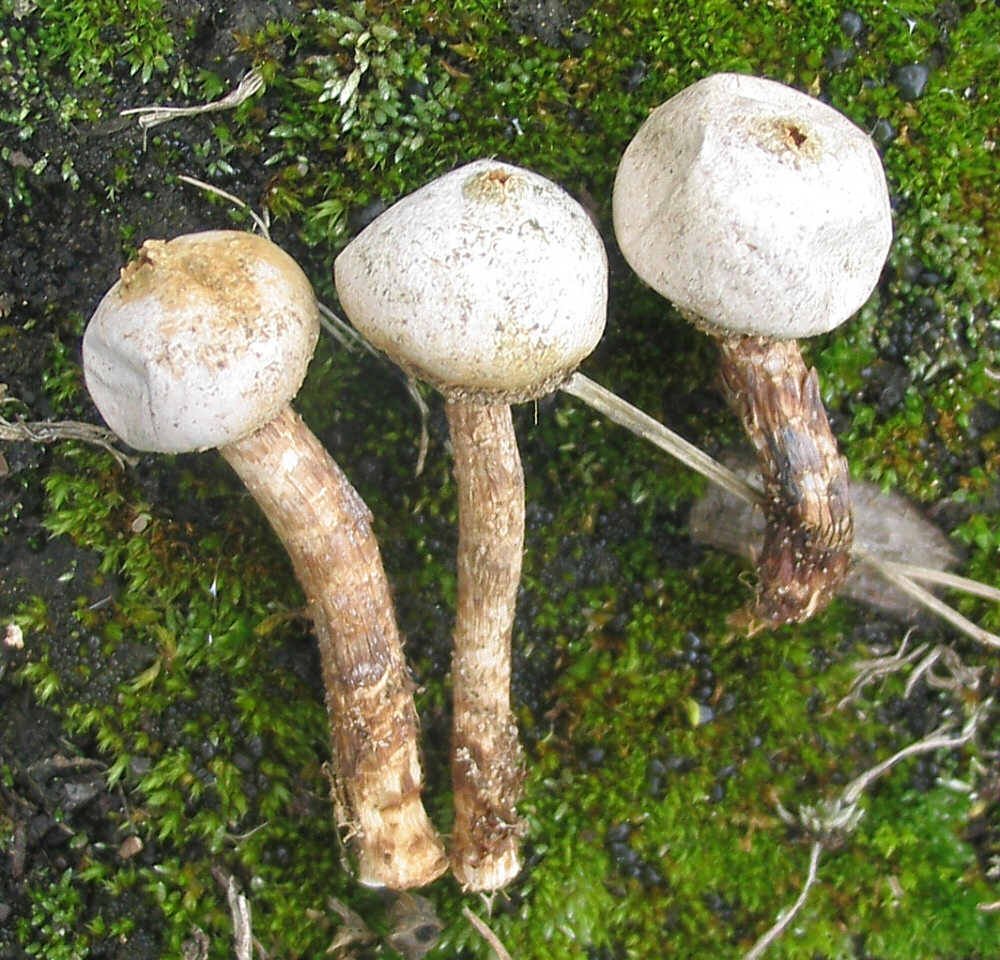
Tulostoma fimbriatum
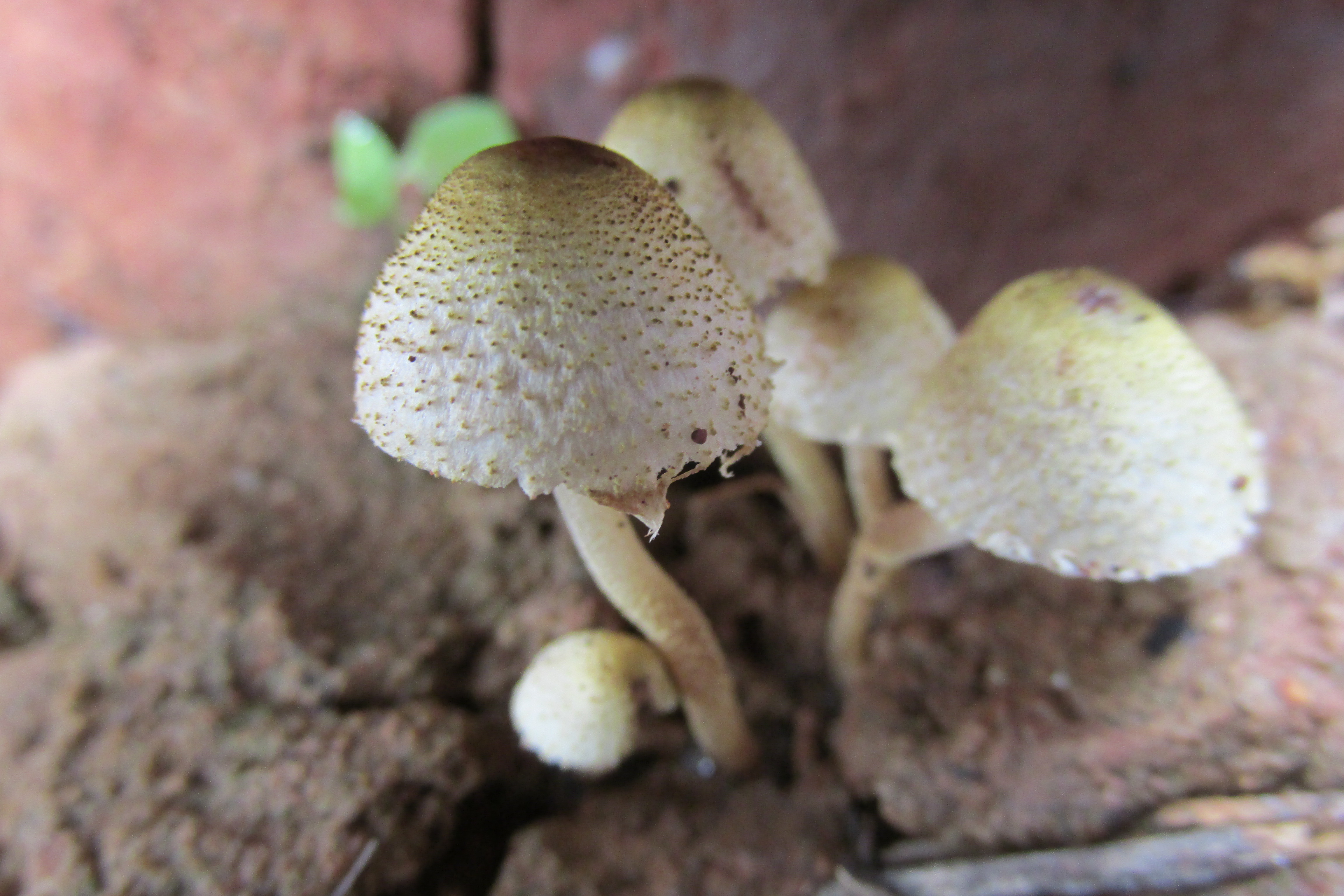
Xanthagaricus luteolosporus